# Katedrála Nanebevzetí Panny Marie v Senji
Katedrála Nanebevzetí Panny Marie v Senji (chorvatsky katedrala Uznesenja Blažene Djevice Marije u Senji) nebo jen Senjská (kon)katedrála je římskokatolická katedrála v Senji. Je považována za jednu z nejvýznamnějších kulturních památek ve městě i v Gospićsko-senjské diecézi, kde plní funkci konkatedrály.

## Dějiny

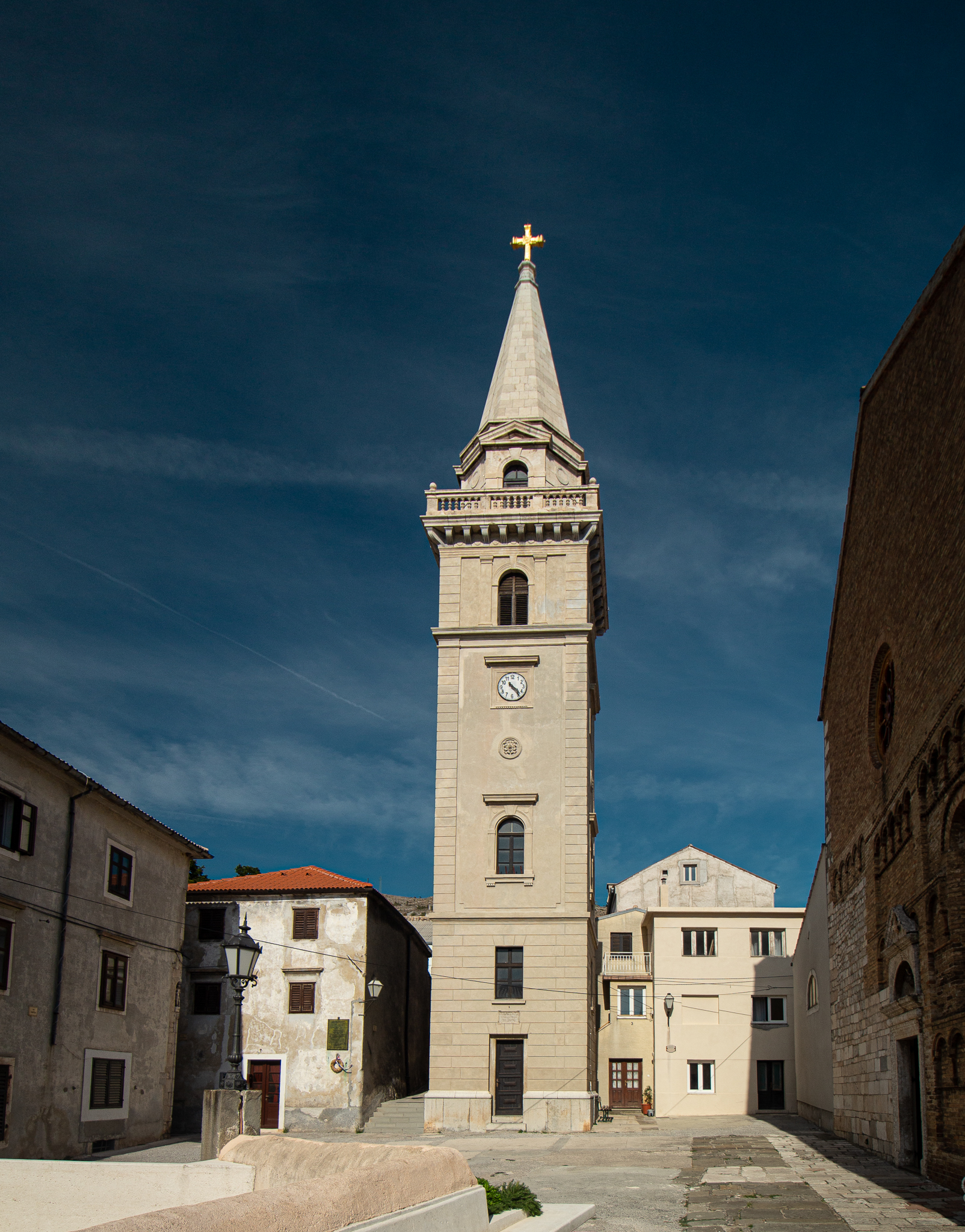
Věž katedrály

Historie katedrály je spjata s historií někdejší senjské diecéze.
Předpokládá se, že kostel byl postaven na základech raně křesťanské baziliky ze 4. nebo 5. století kolem roku 1000, neboť tento letopočet byl odhalen při obnově zvonice, takže se předpokládalo, že jak zvonice, tak i samotný kostel byly postaveny na přelomu století.
Výstavba byla dokončena v roce 1169 a tehdy byla v historických záznamech poprvé zmíněna samostatná diecéze v senjské oblasti. V té době se objevuje i jméno prvního senjského biskupa Mireje, který byl prvním z řady biskupů, kteří měli své sídlo v Senji až do roku 1969, kdy diecéze přešla pod správu rijecké arcidiecéze.
Senjský chrám byl zasvěcen Nanebevzetí Panny Marie a sloužil jako katedrála tehdejší senjské diecéze, později však byl rozšířen pro potřeby celé diecéze.
Během boje mezi senjskými obyvateli a Tatary v roce 1239 byla katedrála těžce poškozena, zejména její fasáda. Brzy nato začala rekonstrukce od základů a za biskupa Filipa v roce 1248 papež Inocenc IV. dal povolení sloužit mši ve staroslověnském jazyce a tisknout liturgické knihy v hlaholici.
Přestavba kostela trvala až do roku 1250, kdy jednolodní katedrála získala románský vzhled. Z té doby pochází úpravy fasády pod vlivem architektury severního Jadranu zdobené různými oblouky a cihlovými výklenky.
V letech 1600-1602 byl zdejším biskupem významný filosof a vědec Markantun de Dominis, pozdější arcibiskup splitský a primas dalmatský a chorvatský.
V průběhu 15. století, za biskupa Ondřeje z Modeny, získala katedrála sakristii, jak je napsáno nad samotnými dveřmi sakristie, a v průběhu 18. století byla katedrála rozšířena o dvě boční lodi. Nejprve biskup Benedikt Bedeković (1704–1709) rozšířil svatyni a biskup Ratkaj rozšířil lodi a přistavěl zdi, které již nenesly klenbu katedrály. Obnova katedrály v té době skončila v roce 1717, kdy byla vysvěcena. Biskup Benzoni však nebyl spokojen s přestavbou a nechal zbořit lodi a do nich postavit nové s oltáři zasvěcenými svaté Anně, svatému Františku Xaverskému, Srdci Ježíšovu a svatému Kříži.
Až za biskupa Ježiće dostala katedrála svou současnou trojlodní podobu a velké požehnání přestavbě udělil biskup Mirko Ožegović, který katedrále vtiskl novobarokní interiér.
V letech 1877-1833 zde jako biskupský kapelník působil český hudebník Josef J. Pihert. Byl sbormistrem pěveckého spolku Nehaj a velmi se zde zasloužil o propagaci české hudby.
Za druhé světové války byla katedrála těžce poškozena, ale v průběhu 20. století až do dnešních dnů byla několikrát přestavována. 

## Památky uvnitř katedrály

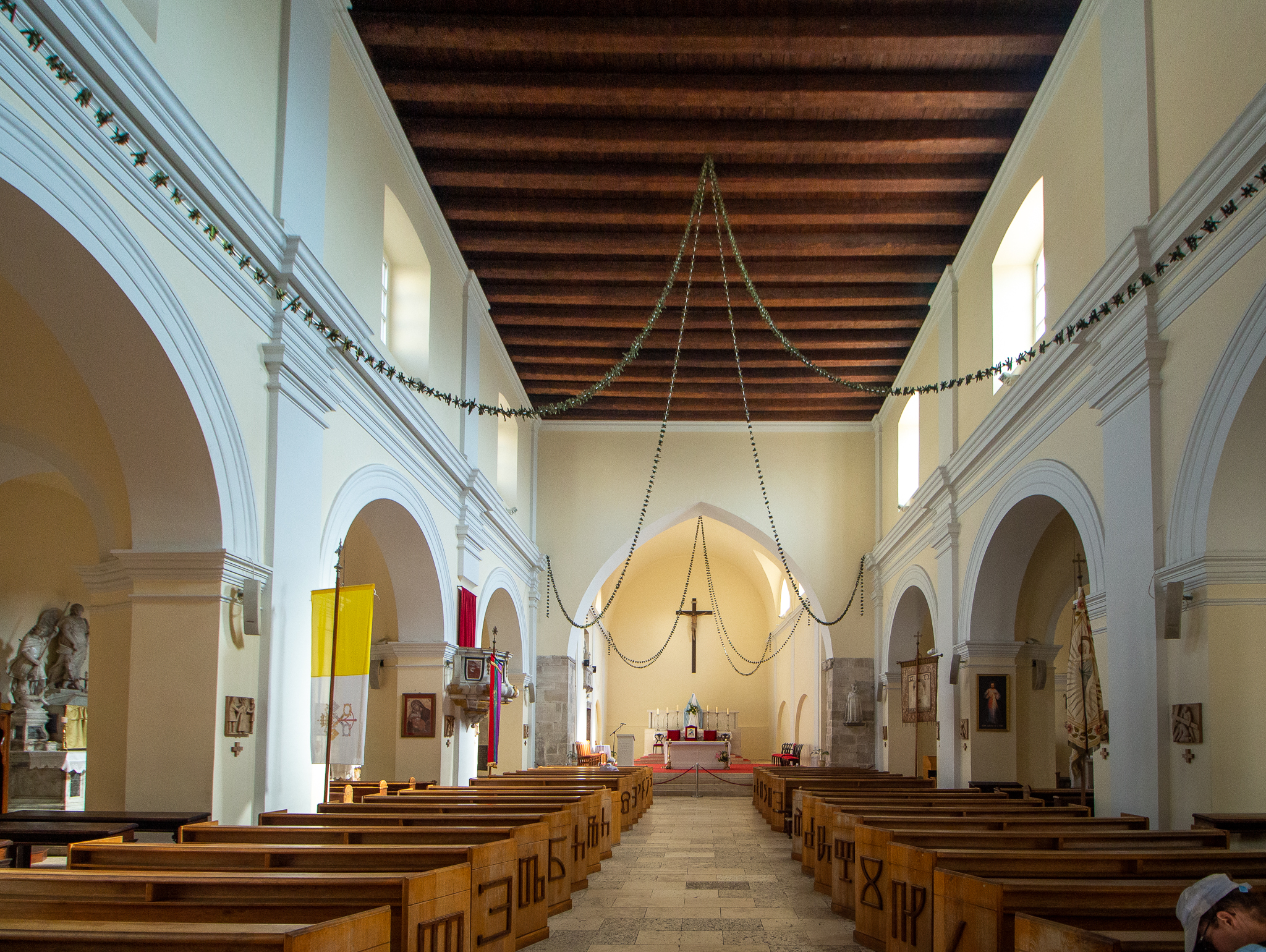
Interiér katedrály

V interiéru katedrály je množství různých památek značného uměleckého a historického významu:
- modlitební lavice jsou popsány cyrilicí
- Hrob biskupa Ivana Cardinalibuse před vchodem do sakristie v gotickém slohu (z roku 1392 )
- Reliéf Nejsvětější Trojice obsahující erb Perovićů z roku 1492 v podobě šachovnice
- Hrobky senjských biskupů
- Oltář svatých andělů s tělem sv. Formosa
- Různé kaple a kostely kolem samotné katedrály